# 有明深浦テレビ中継局
有明深浦テレビ中継局（ありあけふかうらテレビちゅうけいきょく）は、佐賀県杵島郡白石町に置かれているテレビ中継局である。

## 概要
- 当中継局は、県南部に置かれ、同町内や鹿島市・嬉野市の一部へ電波を発射している。

## 歴史
- 1976年（昭和51年）9月11日 - NHK佐賀総合テレビアナログ中継局開局。（教育テレビは開局せず）
- 1988年（昭和63年）2月24日 - STSアナログ中継局開局。
- 2009年（平成21年）7月27日 - デジタル中継局開局。
- 2011年（平成23年）7月24日 - アナログ中継局閉局。

## 施設概要

### 地上デジタルテレビ放送
| リモコンキーID | 放送局名      | 物理チャンネル | 空中線電力 | ERP  | 放送対象地域 | 放送区域内世帯数 |
| 1              | NHK佐賀総合   | 27ch           | 500mW      | 5W   | 佐賀県       | 2393世帯         |
| 2              | NHK佐賀教育   | 32ch           | 500mW      | 5W   | 全国放送     | 2393世帯         |
| 3              | stsサガテレビ | 37ch           | 500mW      | 4.9W | 佐賀県       | 2393世帯         |

- NHK教育テレビは、デジタル新局として開局。
- 出力については、通常アナログの10%であるが、当デジタル中継局の出力は、アナログ中継局と同じである為、実質10倍の増力となる。

### 地上アナログテレビ放送
| 放送局名      | チャンネル | 空中線電力           | ERP                  | 放送対象地域 | 放送区域内世帯数 |
| stsサガテレビ | 56ch       | 映像500mW /音声125mW | 映像1.5W /音声380mW  | 佐賀県       | 不明             |
| NHK佐賀総合   | 62ch       | 映像500mW /音声125mW | 映像1.45W /音声370mW | 佐賀県       | 不明             |

## 置局住所
- 杵島郡白石町深浦1533-2 （塩田川堤横）